# Nazionale femminile under 23 di pallavolo della Thailandia
La nazionale Under-23 di pallavolo femminile della Thailandia è una squadra asiatica e oceaniana composta dalle migliori giocatrici di pallavolo della Thailandia con un'età inferiore di 23 anni ed è posta sotto l'egida della Federazione pallavolistica della Thailandia.

## Risultati

### Campionato mondiale under23
| Edizione | Piazzamento     | Formazione   |
| -------- | --------------- | ------------ |
| 2013     | non qualificata | -            |
| 2015     | 8º posto        | Convocazioni |
| 2017     | 8º posto        | Convocazioni |

### Campionato asiatico e oceaniano under 23
| Edizione | Piazzamento | Formazione   |
| -------- | ----------- | ------------ |
| 2015     | 2º posto    | Convocazioni |
| 2017     | 2º posto    | Convocazioni |